# I Belong to You (Il ritmo della passione)
Az I Belong to You (Il ritmo della passione) Eros Ramazzotti olasz énekes és Anastacia amerikai énekesnő duettje. Ramazzotti tizenegyedik stúdióalbuma, a Calma apparente (2005) második és Anastacia első válogatásalbuma, a Pieces of a Dream (2005) harmadik kislemezeként jelent meg 2006-ban. Európa több országában is sikert aratott, vezette a magyar, német, olasz és svájci slágerlistát is.
A dalban Anastacia angolul, Ramazzotti pedig a dal egyik változatában olaszul, a másikban spanyolul énekel. A spanyol változat címe I Belong to You (El ritmo de la pasión), ez az albumok spanyol nyelvterületen kiadott változatán jelent meg. A dal videóklipjét Rómában forgatták 2005. november 21.–22-én.

## Fogadtatása
Anastacia Pieces of a Dream albumának kritikájában Lisa Haines, a BBC Music munkatársa ezt írta az albumról: „a lenyűgöző duett Eros Ramazzottival egy lágyabb oldalát mutatja meg annak a keménységnek, ami annyira jellemző a hangjára, és olyan erőkifejtéssel ér véget, ami Celine Dionra is szégyent hoz.”

## Számlista
CD kislemez (Európa)
1. I Belong to You (Il ritmo della passione)
2. I Belong to You (El ritmo de la pasión)

CD maxi kislemez (Európa)
1. I Belong to You (Il ritmo della passione)
2. I Belong to You (El ritmo de la pasión)
3. I Belong to You (Il ritmo della passione) (videóklip)
4. I Belong to You (El ritmo de la pasión) (videóklip)

## Helyezések
| Slágerlista (2006)             | Legmagasabb helyezés |
| ------------------------------ | -------------------- |
| Belga kislemezlista (Flandria) | 2                    |
| Belga kislemezlista (Vallónia) | 5                    |
| European Hot 100 Singles       | 3                    |
| Holland Top 40                 | 7                    |
| Magyar kislemezlista           | 5                    |
| Német kislemezlista            | 1                    |
| Olasz kislemezlista            | 1                    |
| Osztrák kislemezlista          | 2                    |
| Portugál kislemezlista         | 5                    |
| Svájci kislemezlista           | 1                    |

### Év végi slágerlista
| Év végi slágerlista (2006) | Helyezés |
| -------------------------- | -------- |
| Német kislemezlista        | 9        |

### Minősítés
| Ország      | Minősítés  |
| ----------- | ---------- |
| Ausztria    | Aranylemez |
| Belgium     | Aranylemez |
| Németország | Aranylemez |
| Svájc       | Aranylemez |